# Ледяное (озеро)
Ледяное — озеро на острове Земля Александры архипелага Земля Франца-Иосифа, Приморский район Архангельской области России.
Площадь озера — 0,9 км², площадь водосбора — 4 км².
Находится на границе полуострова Полярных Лётчиков и остальной части острова.
Западнее расположена полярная станция Нагурское.
Код в Государственном водном реестре — 03030010211103000028854.